# Морани (Студеничани)
Морани (мкд. Морани) су насеље у Северној Македонији, у северном делу државе. Морани припадају општини Студеничани, која окупља јужна предграђа Града Скопља.

## Географија
Морани су смештени у северном делу Северне Македоније. Од најближег већег града, Скопља, насеље је удаљено 15 km југоисточно.
Насеље Морани је у оквиру историјске области Торбешија, која обухвата јужни обод Скопског поља. Насеље је смештено на прелазу из поља на северу у брдски предео ка југу. Пар километара северно протиче Вардар. Јужно од насеља издиже се планина Китка. Надморска висина насеља је приближно 412 метара.
Месна клима је измењена континентална са мањим утицајем Егејског мора (жарка лета).

## Становништво
Морани су према последњем попису из 2002. године имали 1.715 становника.
Етнички састав:
| Националност | Укупно        |
| Албанци      | 1.528 (89,1%) |
| Цигани       | 71 (4,1%)     |
| Македонци    | 58 (3,4%)     |
| Турци        | 40 (2,3%)     |
| остали       | 18 (1,0%)     |

Већинска вероисповест је ислам.